# Фонтне (Приморска Сена)
Фонтне (фр. Fontenay) насеље је и општина у северној Француској у региону Горња Нормандија, у департману Приморска Сена која припада префектури Авр.
По подацима из 2011. године у општини је живело 1032 становника, а густина насељености је износила 183,96 становника/km². Општина се простире на површини од 5,61 km². Налази се на средњој надморској висини од 69 метара (максималној 106 m, а минималној 25 m).

## Демографија
| 1962. | 1968. | 1975. | 1982. | 1990. | 1999. | 2011. |
| ----- | ----- | ----- | ----- | ----- | ----- | ----- |
| 316   | 324   | 427   | 1.022 | 1.123 | 1.143 | 1.032 |

График промене броја становника у току последњих година